# Michel Rose (écrivain)
Pour les articles homonymes, voir Michel Rose et Rose.
Michel Rose, né le 12 février 1948 à Montmorillon (Vienne) et mort le 17 décembre 2023 à Dijon, est un écrivain, essayiste et chanteur français, spécialisé dans l'histoire du rock. Il chante du rockabilly sous le pseudonyme de Buddy Chessman depuis 1981. Il prodigue des cours d'histoire du rock à l'Université de Bourgogne à partir de 2001 jusque 2010.

## Ouvrages

### Recueils poétiques
- La Fontaine du berger, Éditions de la Grisière, 1970 (Prix du recueil édité 1979, Collège littéraire artistique français)
- Le Sablier d'enfer, Éditions Saint-Germain-des-Prés, 1972
- 24 Heures pour des rockers, Les Éditions du Panthéon, 1994

### Souvenirs
- En attendant l'addition. Le Journal d'un rocker. Roman autobiographique, Edilivre, 2017

### Ouvrages critiques
- Pionniers du Rock'n'Roll, Albin Michel, 1981, 187 p.
- Encyclopédie de la Country et du Rockabilly, Jacques Grancher, 1986, 185 p.
- L'Appel de la Mariée chez Marcel Duchamp, Interface et Sémiose Éditions, 2005
- Rockabilly Fever. De Memphis, Tennessee à Austin, Texas, Camion Blanc, 2015 (réédition augmentée de l'ouvrage de 1983)  Country Music & Rockin' fanzines Camion Blanc, 2020